# Fullerton (Dakota del Nord)
Fullerton è un centro abitato (city) degli Stati Uniti d'America, situato nella Contea di Dickey nello Stato del Dakota del Nord. Nel censimento del 2000 la popolazione era di 85 abitanti. La città è stata fondata nel 1888.

## Geografia fisica
Secondo i rilevamenti dell'United States Census Bureau, la località di Fullerton si estende su una superficie di 0,90 km², tutti occupati da terre.

## Popolazione
Secondo il censimento del 2000, a Fullerton vivevano 85 persone, ed erano presenti 20 gruppi familiari. La densità di popolazione era di 91 ab./km². Nel territorio comunale si trovavano 39 unità edificate. Per quanto riguarda la composizione etnica degli abitanti, il 95,29% era bianco e il 4,71% apparteneva a due o più razze. La popolazione di ogni razza ispanica corrispondeva al 2,35% degli abitanti.
Per quanto riguarda la suddivisione della popolazione in fasce d'età, il 35,3% era al di sotto dei 18, il 7,1% fra i 18 e i 24, il 23,5% fra i 25 e i 44, il 17,6% fra i 45 e i 64, mentre infine il 16,5% era al di sopra dei 65 anni di età. L'età media della popolazione era di 31 anni. Per ogni 100 donne residenti vivevano 97,7 maschi.